# 信義鄉
信義鄉（布農語：Nehunpu-siang；鄒語：Luhtu；{{|Sìn-gī-hiong}}）位於臺灣南投縣東南部，為南投縣的山地鄉之一。北鄰仁愛鄉、魚池鄉，東鄰花蓮縣萬榮鄉、卓溪鄉，西鄰水里鄉、鹿谷鄉、竹山鎮，西南連嘉義縣阿里山鄉，南接高雄市桃源區。轄區面積約為1,422平方公里，人口約1.5萬人，人口密度每平方公里約有11人，是南投縣面積最大、人口密度最低的行政區，也是臺灣面積第二大的鄉鎮市區。
全境地處中央山脈與玉山山脈之上，地勢陡峭險峻，其行政中心海拔518公尺，因地形因素影響，日夜溫差大，而該鄉南端與桃源區的邊界上即為臺灣第一高峰玉山。鄉內居民以布農族為主，地方通行語為布農語。

## 歷史
信義鄉的前身為日治時期台中州新高郡直轄的蕃地，1945年後改制爲山地鄉，初名「羅娜鄉」，後改稱「信義鄉」。2014年「台灣原住民族部落行動聯盟」向政府爭取，希望恢復原名羅娜鄉而不再使用「信義」鄉。2022年7月，望美村劃為望美、卡里布安兩村，「卡里布安」一詞係布農族語「月亮」意。

## 人口
根據南投縣政府民政處及內政部戶政司統計，2024年底信義鄉戶數約5.3千戶，人口約1.5萬人，為臺灣人口第三多的山地鄉（僅次於秀林鄉與仁愛鄉）。鄉內人口最多與最少的村分別是羅娜村與愛國村，2024年底兩村人口分別為1,619人與500人。信義鄉雖屬山地鄉，但原住民的人口數與非原住民的約各佔一半，原住民以布農族為主，鄒族為次；漢人則以閩南籍為主，客家人為次。當中布農族人口約有8,600多人，是臺灣布農族人口最多的鄉鎮。原住民人口佔多數的村，有潭南、雙龍、地利、新鄉、卡里布安、人和、羅娜、東埔、望美、豐丘等10個村；非原住民人口佔多數的村，有自強、愛國、神木、同富（和社）、明德（忠信社區）等5個村。望美、豐丘、明德等3個村為混居型態，原住民與非原住民人口數差距在一半以內。在年齡構成上，信義鄉有13.84%是0至14歲人口，70.53%是15至64歲人口，15.63%是65歲以上人口，是南投縣青壯年人口佔比最高的行政區。

## 政治

### 歷任首長
| 屆次 | 姓名   | 備註     |
| ---- | ------ | -------- |
| 1    | 全昇平 |          |
| 2    | 全萬盛 |          |
| 3    | 全天祥 |          |
| 4    | 全天祥 |          |
| 5    | 全紹仁 |          |
| 6    | 全紹仁 |          |
| 7    | 全天祥 |          |
| 8    | 全天祥 |          |
| 9    | 田福定 |          |
| 10   | 田福定 |          |
| 11   | 全文盛 |          |
| 12   | 全文盛 |          |
| 13   | 全文章 |          |
| 14   | 田炳源 |          |
| 15   | 田炳源 |          |
| 16   | 史強   |          |
| 17   | 史強   |          |
| 18   | 全志堅 |          |
| 19   | 全志堅 | 涉貪收押 |
| 19   | 甘浩望 | 代理     |

### 鄉政組織

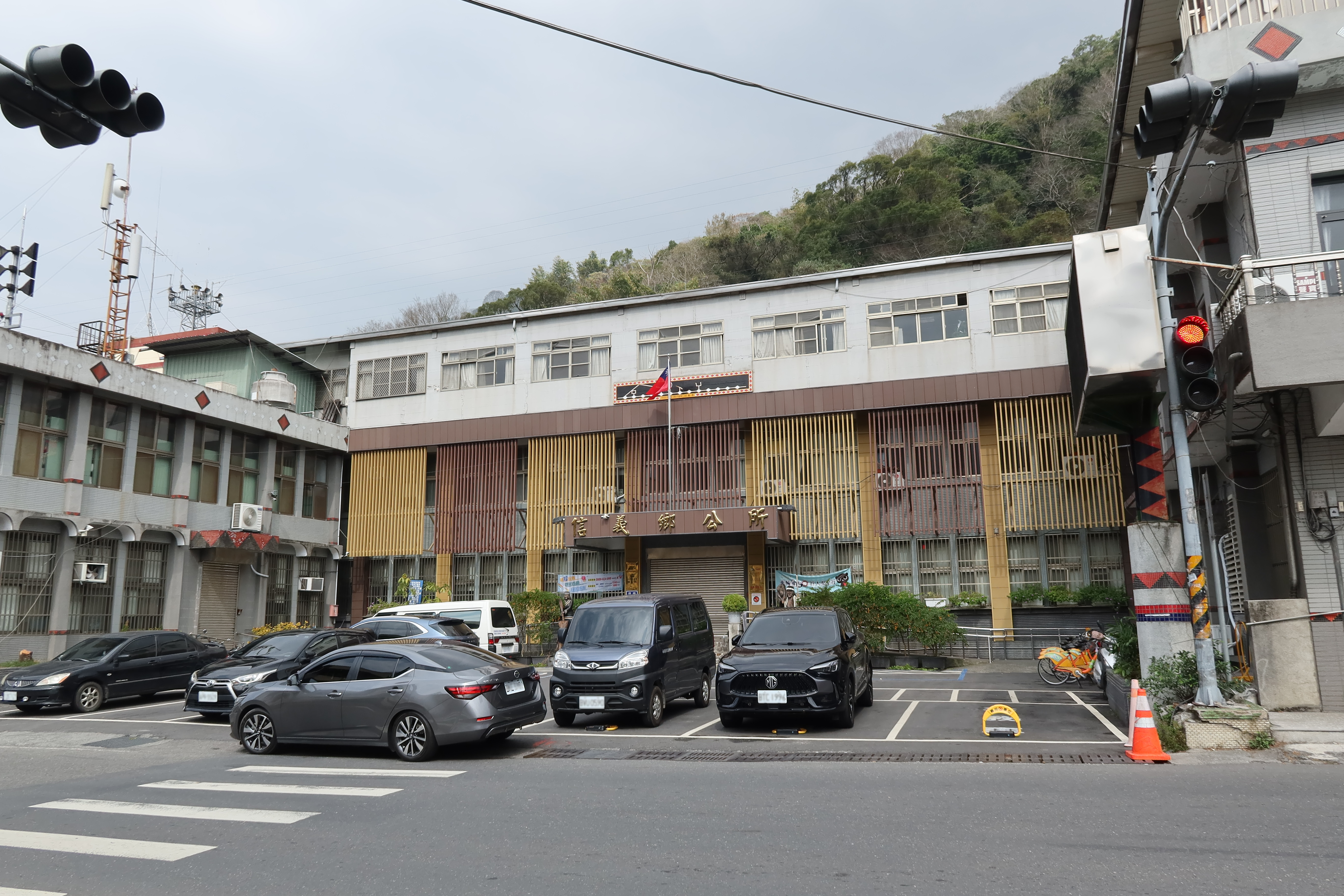
信義鄉公所

信義鄉公所是信義鄉最高層級的地方行政機關，在中華民國政府架構中為鄉自治的行政機關，同時負責執行縣政府及中央機關委辦事項，信義鄉的自治監督機關為南投縣政府。鄉長由全體鄉民直接選舉產生，任期為四年，可連選連任一次。信義鄉公所並置鄉政會議，為鄉政最高決策機構，在鄉長之下，設有5課3室等8個內部單位及5個附屬機關。
信義鄉民代表會是信義鄉的最高民意機關，代表信義鄉全體鄉民立法和監察鄉政。鄉民代表由公民直選選出，任期為四年，可連選連任。信義鄉民代表會共有11位鄉民代表，分別為第一選區3席鄉民代表、第二選區3席鄉民代表、第三選區2席鄉民代表、第四選區3席鄉民代表，主席、副主席由11位鄉民代表互選產生。

### 行政區劃
以下列出的「村」屬於行政區劃，而村內可能還有數個部落。括號內皆為布農語、鄒語或閩南語名稱。
| \| 信義鄉行政區劃 \| \| 東埔村 愛國村 明德村 自強村 新鄉村 羅娜村 望美村 15 卡里布安村 人和村 同富村 神木村 潭南村 地利村 豐丘村 雙龍村 \| | - 濁水溪流域： - 1 潭南村（Laidazuan，蕨） - 2 地利村（Tamazuan，達瑪巒） - 3 雙龍村（Isingan，伊西岸） - 13 人和村（Langdun，人倫） - 陳有蘭溪流域： - 4 東埔村（Tunpu） - 5 同富村（Hosa，和社）：以漢人為主。 - 6 神木村（隆華）：以漢人為主。 - 7 望美村（Namakaban，楠仔腳萬）：以鄒族為主。 - 8 羅娜村（Luluna，羅羅娜） - 9 新鄉村（Sinabalan，希娜巴嵐） - 10 自強村（風櫃斗）：以漢人為主。 - 11 愛國村（茅埔田子）：以漢人為主。 - 12 明德村（Nehunpu，內茅埔）：鄉行政中心。 - 14 豐丘村（Salitung，沙里凍） - 15 卡里布安村（Kailbuan，望鄉，自望美村析出。） |
| 信義鄉行政區劃 | |
| 東埔村 愛國村 明德村 自強村 新鄉村 羅娜村 望美村 15 卡里布安村 人和村 同富村 神木村 潭南村 地利村 豐丘村 雙龍村                            | |

## 教育

#### 國民中學
- 南投縣立信義國民中學
- 南投縣立同富國民中學

### 國民小學
- 南投縣信義鄉信義國民小學【內茅埔】
- 南投縣信義鄉隆華國民小學
- 南投縣信義鄉人和國民小學
- 南投縣信義鄉東埔國民小學
- 南投縣信義鄉潭南國民小學
- 南投縣信義鄉久美國民小學
- 南投縣信義鄉雙龍國民小學
- 南投縣信義鄉地利國民小學【達瑪巒】
- 南投縣信義鄉桐林國民小學
- 南投縣信義鄉豐丘國民小學
- 南投縣信義鄉希娜巴嵐國民小學
- 南投縣信義鄉羅娜國民小學
- 南投縣信義鄉同富國民小學
- 南投縣信義鄉愛國國民小學

```
 *南投縣信義鄉神木國民小學(1954-2013)：南投縣信義鄉神木村神木巷61號 
 *南投縣信義鄉忠信國民小學(1930-2016)：南投縣信義鄉明德村中平巷39號 
 *南投縣信義鄉自強國民小學(1951-2016)：南投縣信義鄉自強村陽和巷52號
```

## 交通

### 鐵路
阿里山森林鐵路
- 祝山線：對高岳車站

### 公路
- 台16線
- 台18線：嘉義玉山線（玉山景觀公路）
- 台21線：水里玉山線（玉山景觀公路）
- 投56線
- 投91線
- 投93線
- 投95線
- 投97線

### 客運
員林客運

## 旅遊
- 玉山國家公園
- 八通關古道
- 山通大海碣
- 風櫃斗
- 東埔溫泉
- 坪瀨風景區
- 彩虹瀑布情人谷
- 雲龍瀑布 、雙龍瀑布
- 父不知子斷崖
- 丹大林道、丹野農場、人倫林道
- 七彩湖
- 木瓜坑大瀑布
- 宇宙萬聖宮
- 神木樟樹公
- 夫妻樹

## 特產
- 梅
- 芭樂
- 番茄
- 巨峰葡萄
- 苦茶油
- 玉山茶
- 馬拉桑小米酒

## 外部連結
- 信義鄉公所 （页面存档备份，存于）